# Довер (Минесота)
Довер (енгл. Dover) град је у америчкој савезној држави Минесота.

## Демографија
По попису из 2010. године број становника је 735, што је 297 (67,8%) становника више него 2000. године.
| Група             | 2000.       | 2010.       |
| Белци             | 424 (96,8%) | 693 (94,3%) |
| Афроамериканци    | 0 (0,0%)    | 0 (0,0%)    |
| Азијати           | 0 (0,0%)    | 3 (0,4%)    |
| Хиспаноамериканци | 11 (2,5%)   | 31 (4,2%)   |
| Укупно            | 438         | 735         |